# A.C.E
A.C.E (Koreanisch: 에이스) ist eine südkoreanische Boygroup der dritten K-Pop-Generation, die durch das Label Beat Interactive vertreten wird. Die Gruppe besteht aus fünf Mitgliedern: Jun, Donghun, Wow, Kim Byeongkwan und Chan. Am 23. Mai 2017 debütierte die Gruppe mit dem Song Cactus. Der offizielle Fanclub-Name lautet Choice.

## Geschichte

### Vorgeschichte
Jun trainierte zuvor bei Jellyfish Entertainment zusammen mit VIXX, bevor er zu CJ E&M wechselte. Wow trainierte bei YG Entertainment gemeinsam mit Winner. Er ging auf dieselbe Akademie in Gwangju wie BTS Jhope. Jhope war sein Tanz-Mentor.

### 2017: Debüt
Am 23. Mai 2017 veröffentlichte die Gruppe ihr Debüt Single-Album Cactus, ein Hardstyle-Song, welcher von Zoobeater Sound produziert wurde.
Ihre zweite Single Callin veröffentlichte A.C.E am 19. Oktober.

### 2018:A.C.E Adventures in Wonderland
Das Album A.C.E Adventures in Wonderland mit dem Titelsong Take Me Higher wurde am 7. Juni 2018 veröffentlicht.
A.C.E war ebenfalls auf dem Song I Feel So Lucky von Dj Hcue, welcher am 14. September 2018 veröffentlicht wurde, zu hören.

### 2019:Under Coverund UnderCover: The Mad Squad
Am 17. Mai 2019 veröffentlichte die Gruppe ihr zweites Album Under Cover mit dem gleichnamigen Titelsong.
A.C.E veröffentlichte ihr drittes Album Under Cover: The Mad Squad am 29. Oktober mit dem Titelsong Savage.

## Mitglieder
| Name                    | Geburtsname            | Geburtstag (Alter)     | Geburtsort  | Position                           |
| ----------------------- | ---------------------- | ---------------------- | ----------- | ---------------------------------- |
| Park Junhee a 박준희    | Park Jun-hee 박준희    | 2. Juni 1994 (31)      | Suncheon    | Team leader Lead Vocal, Lead Dance |
| Lee Donghun b 이동훈    | Lee Dong-hun 이동훈    | 28. Februar 1993 (32)  | Gyeonggi-do | Main Vocal                         |
| Wow 와우                | Kim Seh-yoon 김세윤    | 15. Mai 1993 (32)      | Jeolla-do   | Vocal, Main Dance, Rap             |
| Kim Byeongkwan c 김병관 | Kim Byeong-kwan 김병관 | 13. August 1996 (28)   | Seoul       | Vocal, Main Dance, Rap             |
| Kang Yuchan d 강유찬    | Kang Yu-chan 강유찬    | 31. Dezember 1997 (27) | Jejudo      | Main Vocal                         |